# ایالت تاباسکو
تاباسکو(به اسپانیایی: Tabasco) یکی از سی و یک ایالت مکزیک است که ۱۷ شهر دارد و مرکز آن وییاارموسا
است.

## جغرافیا
این ایالت در جنوب شرقی مکزیک واقع است و با ایالت‌های وراکروز از غرب، چیاپاس از جنوب و کامپچه از شمال شرقی مرز دارد.
این ایالت همچنین بخشی از خلیج مکزیک را نیز در خود دارد و شرق آن با گواتمالا مرز دارد.